# Bantu FC
El Bantu FC es un equipo de fútbol de Lesoto que milita en la Primera División de Lesoto, la liga de fútbol más importante del país.

## Historia
Fundado en el año 1927 en la ciudad de Mafeteng, en el distrito del mismo nombre, es el club de fútbol más importante del distrito, así como el único equipo de la ciudad en ganar el título de liga, el cual lo ganaron por primera vez en la temporada 2013/14. También han sido campeones de copa en 8 ocasiones, 4 de manera consecutiva.
A nivel internacional han participado en dos ediciones de la desaparecida Recopa Africana, y en ambas nunca han superado la primera ronda.

## Palmarés
- Primera División de Lesoto: 4[3]

2013/14, 2016/17, 2017/18, 2019/20
- Copa de Lesoto: 7

1963, 1993, 1997, 2011, 2012, 2013, 2015, 2017.
- Copa Independencia: 1

2018

## Participación en competiciones de la CAF
| Temporada | Torneo                       | Ronda      | Club                | Casa  | Visita | Global      |
| --------- | ---------------------------- | ---------- | ------------------- | ----- | ------ | ----------- |
| 1994      | Recopa Africana              | Preliminar | Black Africa FC     | w.o.1 | w.o.1  | w.o.1       |
| 1994      | Recopa Africana              | 1          | Total Aces          | 1-2   | 1-6    | 1-8         |
| 1998      | Recopa Africana              | Preliminar | Notwane FC          | 1-4   | 0-4    | 1-8         |
| 2015      | Liga de Campeones de la CAF  | Preliminar | AS Mangasport       | 0-0   | 0-1    | 0-1         |
| 2018      | Liga de Campeones de la CAF  | Preliminar | Mbabane Swallows    | 2-4   | 3-1    | 5-5 (a)     |
| 2018/19   | Liga de Campeones de la CAF  | Preliminar | Township Rollers FC | 1-1   | 1-1    | 2-2 (4-2 p) |
| 2018/19   | Liga de Campeones de la CAF  | 1          | AS Vita Club        | 1-1   | 1-4    | 2-5         |
| 2018/19   | Copa Confederación de la CAF | Playoff    | Enugu Rangers       | 1-2   | 1-2    | 2-4         |
| 2020/21   | Liga de Campeones de la CAF  | Preliminar | Nkana FC            | 0-1   | 0-0    | 0-1         |

1- Black Africa FC abandonó el torneo.

## Jugadores

### Jugadores destacados
- Tlatli Maile
- Likano Teele
- Mosioua Boseka